# Sérvia nos Jogos Paralímpicos
A Sérvia participou pela primeira vez dos Jogos Paralímpicos em 2008, e enviou atletas para competirem em todos os Jogos Paralímpicos de Verão desde então, em relação aos Jogos Paralímpicos de Inverno a primeira participação da Sérvia foi em 2010 e participou de todas as edições desde então.